# Детровітриніт

Детровітриніт.JPG

Детровітриніт (рос.детровитринит, англ. detrovitrinite, нім. Detrovitrinit m) — підгрупа мацеральної групи вітриніту, що складається з дрібних уламків вітритизованих залишків рослин, ізольованих, або цементованих аморфною вітринітовою речовиною.

## Історія
Термін введений в 1934 Міжнародним комітетом з петрології вугілля і органічної речовини (МКПВОР) для позначення вітринітових речовин в формі частинок.
Походження слова: detritus (лат.) — абразія, vitrum (лат.) — скло.

## Склад і властивості
До цієї підгрупи належать мацерали вітродетриніт і колодетриніт.
Вітродетриніт характеризується наявністю окремих частинок вітриніту ізольованих або цементованих аморфною вітринітовою речовиною або мінералами; колодетриніт обумовлює наявність агрегатів або основної (зв'язуючої) маси вітриніту, в межах якої окремі частинки внаслідок геліфікації без травлення не можна розрізнити. У тих випадках, коли контури окремих частинок Д. помітні, максимальна крупність закруглених ґранул становить менше 10 мкм. Подовжені залишки, що являють собою фрагменти клітинних стінок, мають мінімальну крупність менше 10 мкм.
Фізичні властивості — див. вітриніт, вітродетриніт і колодетриніт.
Хімічні властивості — див. вітриніт і колодетриніт.

## Походження
Мацерали цієї підгрупи є результатом сильного розкладання паренхімних і деревних волокон коренів, стебел і листя як від трав'яних, так і деревовидних рослин, що спочатку складаються з целюлози і лігніну. У процесі хімічного розкладання і/або механічного стирання початкові структури руйнувалися. Велика кількість Д. вказує на високу міру руйнування клітинної тканини, особливо багатих целюлозою трав'яних рослин. У тих випадках, коли стадії торфоутворення переважали нейтральні або слабколужні і окиснювальні умови, Д. є типовою домі-нуючою підгрупою вітринітових мацералів. Попередником Д. в низькоякісному вугіллі є гумодетриніт.

## Технологічні властивості
При спалюванні Д. вугілля середньої стадії вуглефікації має тенденцію до утворення ценосфер.

## Синонім
- детритовітриніт.